# Joseph Dominicus von Lamberg
Joseph Dominicus von Lamberg (Estíria, 8 de julho de 1680 - Passau, 30 de agosto de 1761) foi um cardeal do século XVIII

## Biografia
Nasceu em Estíria em 8 de julho de 1680, no feudo de sua família na Estíria, Alta Áustria. Filho do conde Franz Joseph von Lamberg e da condessa Anna Maria von Trautmannsdorf. Sobrinho do cardeal Johann Philipp von Lamberg (1700)
Estudos iniciais na escola jesuíta de Linz; não satisfeitos com a educação jesuíta, seus pais o enviaram, junto com seu irmão Franz Anton, para estudar no Somaschan Collegio Clementino , Roma, onde estudou de 1694 a 1697; eles primeiro fizeram uma viagem pela Itália; em 1698, foi para a Universidade de Bolonha para estudar filosofia; depois, estudou direito em Besançon, na França, por um ano; depois voltou a Roma para estudar teologia.
Terminados os estudos, ingressou na prelatura romana durante o pontificado do Papa Inocêncio XI como prelado dos Tribunais da Assinatura Apostólica de Justiça e da Graça. Logo, ele foi chamado de volta à Alemanha por seu tio, o cardeal.
Ordenado em 21 de setembro de 1703, Passau, por seu tio, que era o bispo daquela sé. Na diocese de Passau, cônego de seu cabido catedrático, 1703; funcionário e vigário geral das terras sob o Enns, novembro de 1703 a 1706; funcionário e vigário geral da província federal de Enns, 1708-1712; e reitor em 1706. Canon do capítulo da catedral de Salzburgo, 1707.
Eleito bispo de Seckau em 13 de março de 1712. Consagrada em 4 de julho de 1712, catedral de Salzburgo, por Franz Anton Furst von Harrach zu Rorau, arcebispo de Salzburgo, auxiliado por Franz Anton Adolf von Wagensperg, bispo de Chiemsee, e por Philip Karl von Furstenberg, bispo de Lavant. Concedeu permissão para ser eleito bispo de Passau, 19 de novembro de 1712 e 11 de fevereiro de 1719. Eleito bispo de Passau por seu capítulo da catedral, 2 de janeiro de 1723. Preconizado, 15 de março de 1723. Ele visitou sua diocese várias vezes; enriqueceu a catedral; foi muito vigilante quanto à nomeação dos párocos e fundou várias paróquias nas regiões montanhosas onde eram muito necessários; reformou a disciplina eclesiástica fomentando bons costumes entre o clero; era muito generoso com os pobres; inclinação natural para a raiva, sabia dominá-lo com a suavidade e, se às vezes não o controlava, pedia perdão e recompensava grandemente a pessoa a quem ofendera. Recomendado pelo imperador Karl VI para promoção ao cardinalato
Criado cardeal sacerdote no consistório de 20 de dezembro de 1737; com um breve apostólico de 13 de janeiro de 1736, o papa enviou-lhe o barrete vermelho. Em janeiro de 1738, foi nomeado embaixador imperial em Roma, mas nunca ocupou o cargo. Não participou do conclave de 1740, que elegeu o Papa Bento XIV. Recebeu o gorro vermelho e o título de S. Pietro in Montorio, em 16 de setembro de 1740. Não participou do conclave de 1758, que elegeu o Papa Clemente XIII, por causa da idade avançada e problemas de saúde.
Morreu em Passau em 30 de agosto de 1761. Exposto na catedral de Passau; e enterrado em sua cripta, no mausoléu que ele construiu para si mesmo. Seu coração está em uma urna no altar-mor de Mariahilf ("ajuda de Maria").